# Chiesa di Santo Stefano (Reggio Emilia)
La chiesa di Santo Stefano è un importante edificio religioso di Reggio Emilia, sito in via Emilia Santo Stefano. La chiesa è sede della parrocchia San Giovanni Evangelista in Santo Stefano Protomartire del vicariato Urbano della diocesi di Reggio Emilia-Guastalla.

## Storia e descrizione

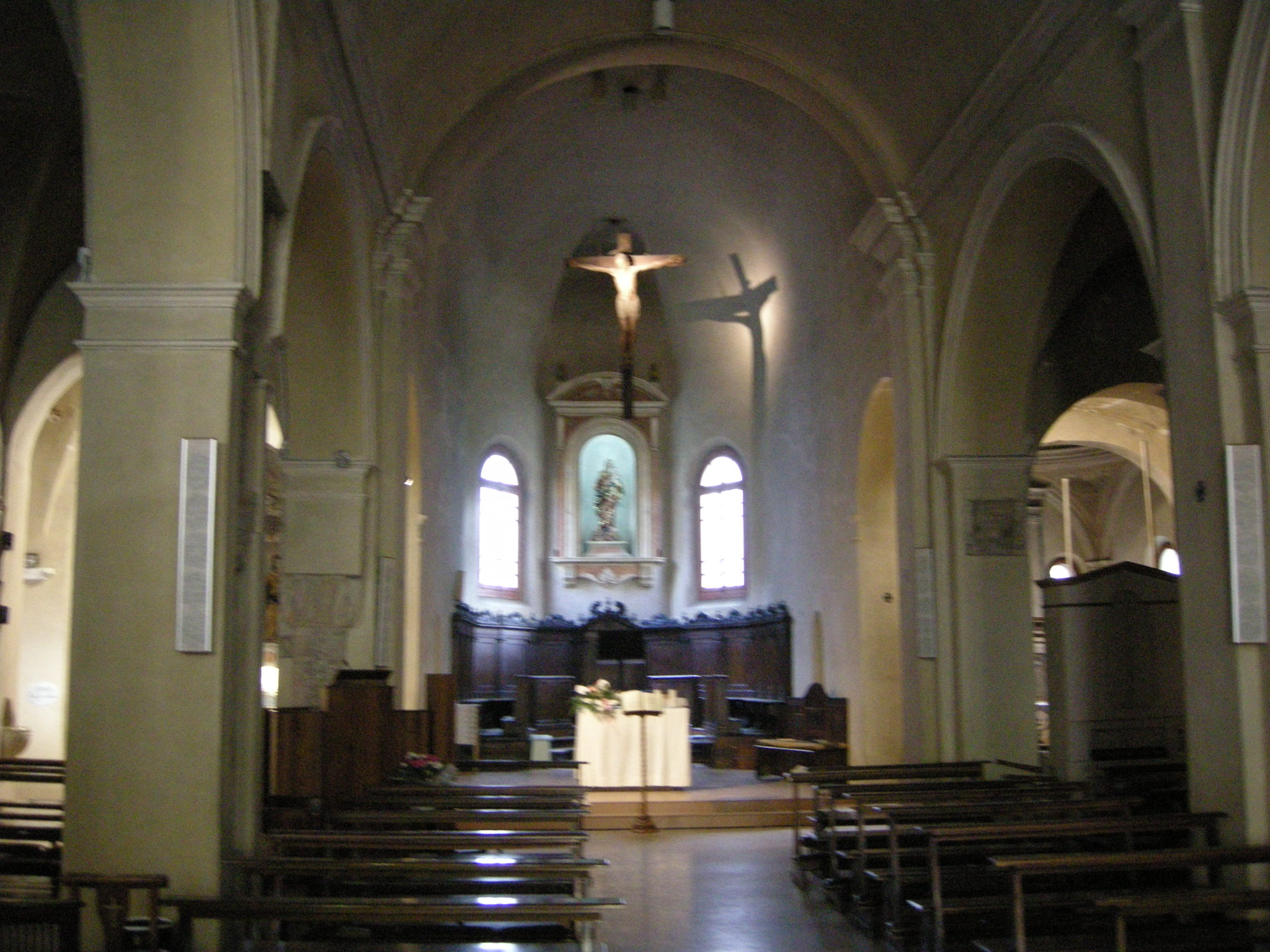
L'interno

Posta su una piccola piazzetta sulla via Emilia, dà il nome al quartiere circostante ed alla porta delle mura della città. La facciata, che da sulla piazzetta, si presenta come un portico a tutto sesto, con colonnine in pietra, recentemente rinforzate. Nota fin dal 1130, divenne, trentun'anni dopo, possesso dei templari. Inglobata nella nuova cerchia muraria cittadina nel 1208, la chiesa con la soppressione dei cavalieri del Tempio, passò ai cavalieri di Malta che la tennero fino al 1696, quando l'acquisirono i frati di San Francesco da Paola che, un secolo più tardi (1794) la cedettero ai carmelitani calzati. Chiusa con la soppressione di quest'ordine nel 1798, riaprì dieci anni più tardi. Tra il 1926 ed il 1927 la volta interna a crociera, venne trasformata a botte. Nel 1953 vennero rinvenute colonne con capitelli di periodo romanico, ritenute tra le più antiche rinvenute in città. Da segnalare su un altare sulla destra una tela di san Francesco da Paola di Carlo Cignani; di quest'ultimo o del Galeotti è la Decapitazione di san Giovanni Battista, posta su un altare sulla sinistra. Nel terzo altare nell'ancona vi è una tela con san Giovanni evangelista e santo Stefano. Inoltre in una cappella si conservano alcuni lacerti di affreschi attribuiti a Baldassarre d'Este raffiguranti Cristo in Pietà, i santi Rocco e Sebastiano e gli evangelisti Matteo e Luca realizzati si presume tra il 1493 e 1496.